# Окичоби (Флорида)
Окичоби (енгл. Okeechobee) град је у америчкој савезној држави Флорида. По попису становништва из 2010. у њему је живело 5.621 становника.

## Демографија
Према попису становништва из 2010. у граду је живело 5.621 становника, што је 245 (4,6%) становника више него 2000. године.
|                   | 2010.          | 2000.          |
| Укупно            | 5 621 (100,0%) | 5 376 (100,0%) |
| Белци             | 3 524 (62,69%) | 3 834 (71,32%) |
| Хиспаноамериканци | 1 418 (25,23%) | 842 (15,66%)   |
| Остали            | 582 (10,35%)   | 66 (1,228%)    |
| Афроамериканци    | 50 (0,890%)    | 581 (10,81%)   |
| Азијати           | 47 (0,836%)    | 53 (0,986%)    |